# Episodi di Alice (settima stagione)
La settima stagione della serie televisiva Alice è stata trasmessa negli Stati Uniti dal 6 ottobre 1982 al 18 settembre 1983.
| nº | Titolo originale                   | Titolo italiano | Prima TV USA      | Prima TV Italia |
| -- | ---------------------------------- | --------------- | ----------------- | --------------- |
| 1  | Sorry, Wrong Lips                  |                 | 6 ottobre 1982    |                 |
| 2  | Do You Take This Waitress?         |                 | 13 ottobre 1982   |                 |
| 3  | The Secret of Mel's Diner          |                 | 20 ottobre 1982   |                 |
| 4  | Alice at the Palace                |                 | 27 ottobre 1982   |                 |
| 5  | Joel Grey Saves the Day            |                 | 3 novembre 1982   |                 |
| 6  | Alice's Turkey of a Thanksgiving   |                 | 10 novembre 1982  |                 |
| 7  | Carrie on the Rebound              |                 | 9 gennaio 1983    |                 |
| 8  | Jolene's Brother Jonas             |                 | 16 gennaio 1983   |                 |
| 9  | Alice Sees the Light               |                 | 28 febbraio 1983  |                 |
| 10 | Vera the Virtuoso                  |                 | 7 marzo 1983      |                 |
| 11 | Alice Faces the Music              |                 | 14 marzo 1983     |                 |
| 12 | Tommy, the Jailbird                |                 | 21 marzo 1983     |                 |
| 13 | Jolene and the Night Watchman      |                 | 28 marzo 1983     |                 |
| 14 | Mel's Dream Car                    |                 | 11 aprile 1983    |                 |
| 15 | Come Back Little Sharples          |                 | 17 aprile 1983    |                 |
| 16 | Vera, the Torch                    |                 | 24 aprile 1983    |                 |
| 17 | The Grass is Always Greener        |                 | 1 maggio 1983     |                 |
| 18 | Tommy Fouls Out                    |                 | 15 maggio 1983    |                 |
| 19 | Vera on the Lam                    |                 | 22 maggio 1983    |                 |
| 20 | Mel's Cousin Wendy?                |                 | 29 maggio 1983    |                 |
| 21 | Sweet Erasable Mel                 |                 | 5 giugno 1983     |                 |
| 22 | Tommy Hyatt, Business Consultant   |                 | 12 giugno 1983    |                 |
| 23 | Jolene Lets the Cat Out of the Bag |                 | 18 settembre 1983 |                 |